# Encarsia cubensis
Encarsia cubensis is een vliesvleugelig insect uit de familie van de Aphelinidae. De wetenschappelijke naam is voor het eerst geldig gepubliceerd in 1931 door Charles Joseph Gahan.